# Changgyeonggung
Changgyeonggung is een van de vijf grote paleizen in de Zuid-Koreaanse hoofdstad Seoel.
Changgyeonggung was oorspronkelijk het zomerpaleis van de Goryeo-vorsten, maar werd later een van de vijf grote paleizen van de Joseondynastie. Het paleis werd gebouwd door koning Sejong de Grote voor zijn vader Taejong en werd toen Suganggung genoemd. In 1483 werd het paleis gerenoveerd en uitgebreid door koning Seongjong en kreeg toen ook zijn huidige naam.

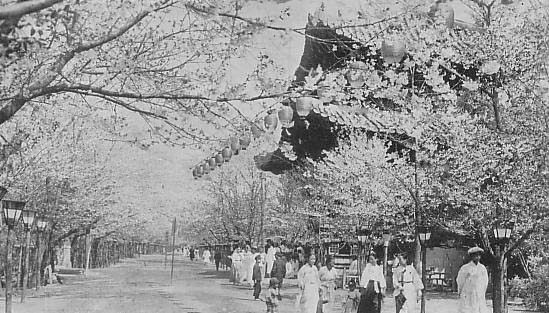
Changgyeonggung(1930)

Tijdens de Japanse bezetting werden op de plek van het paleis een dierentuin, botanische tuin en een museum gebouwd. In 1983 werden zowel de dierentuin als de tuin verwijderd. Changgyeonggung werd, net als de overige paleizen, tijdens het Japanse bewind grotendeels verwoest.